# IBM i

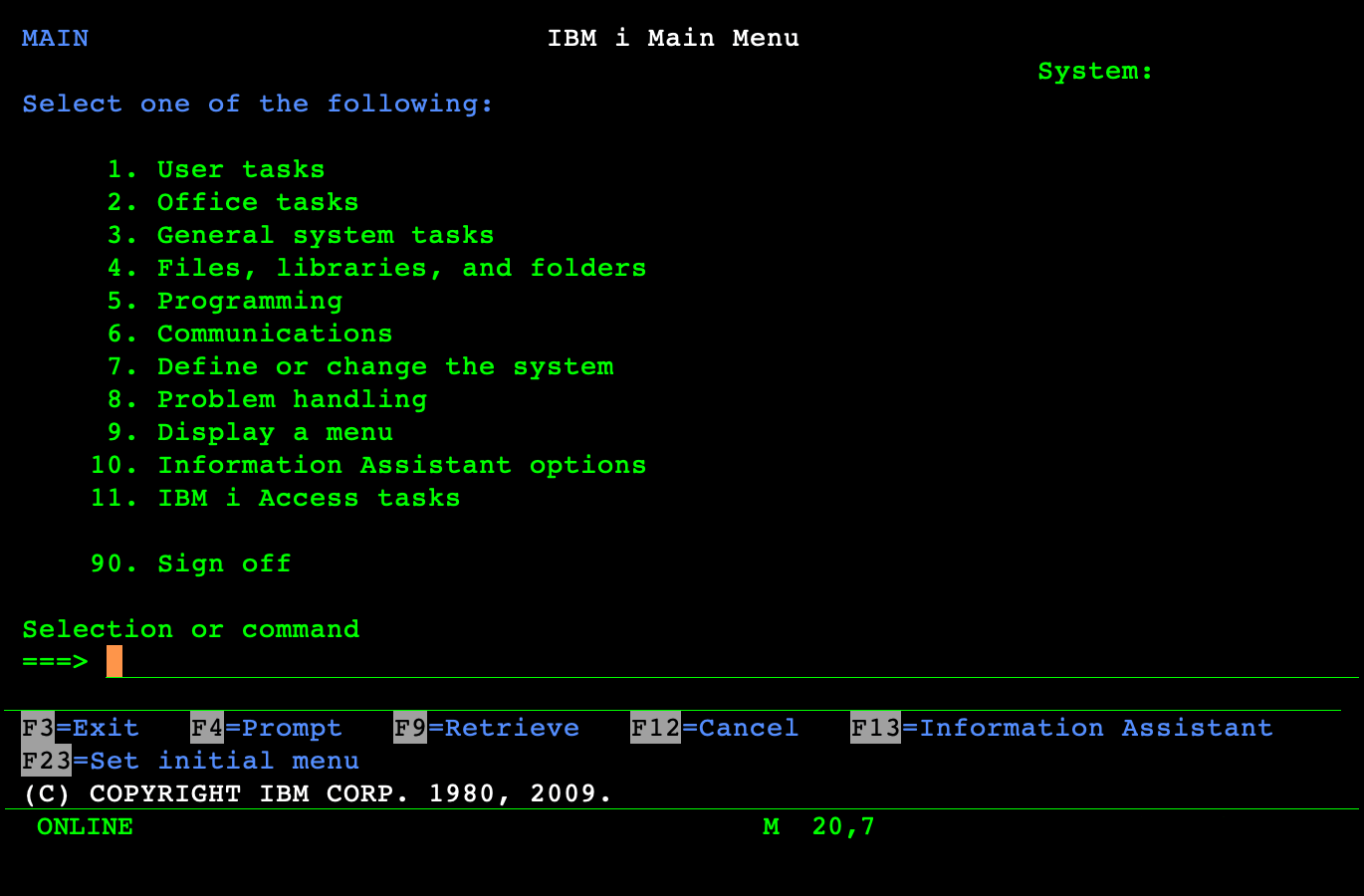

IBM i는 IBM 파워 시스템과 IBM 퓨어시스템즈에서 구동되는 운영 체제이다. 1988년 AS/400 계열의 컴퓨터 시스템과 함께 도입되었을 때 이름은 OS/400로 명기되었다가, 나중에 i5/OS로 바뀌었다가, 2008년 IBM 파워 시스템즈가 선보이게 되면서 IBM i로 변경되었다.
AIX와 리눅스와 함께 IBM 파워 시스템즈에서 지원되며, AIX, 리눅스, 윈도우와 함께 IBM 퓨어시스템즈에서 지원되는 운영 체제이다.

## 버전
| 버전                                          | 출시일     | 프로그램 지원 종료 |
| --------------------------------------------- | ---------- | ------------------ |
| V1                                            | 1988-08-26 | 1993-05-31         |
| V2R1                                          | 1991-05-24 | 1994-06-30         |
| V2R1M1                                        | 1992-03-06 | 1994-06-30         |
| V2R2                                          | 1992-12-18 | 1995-06-30         |
| V2R3                                          | 1993-12-17 | 1996-05-31         |
| V3R1                                          | 1995-06-21 | 1998-10-31         |
| V3R2                                          | 1996-06-04 | 2000-05-31         |
| V3R6                                          | 1995-12-22 | 1998-10-31         |
| V3R7                                          | 1996-11-08 | 1999-06-30         |
| V4R1                                          | 1997-08-29 | 2000-05-31         |
| V4R2                                          | 1998-02-27 | 2000-05-31         |
| V4R3                                          | 1998-09-11 | 2001-01-31         |
| V4R4                                          | 1999-05-21 | 2001-05-31         |
| V4R5                                          | 2000-07-28 | 2002-12-31         |
| V5R1                                          | 2001-05-25 | 2005-09-30         |
| V5R2                                          | 2002-08-30 | 2007-04-30         |
| V5R3                                          | 2004-06-03 | 2009-04-30         |
| V5R4                                          | 2007-04-20 | 2013-09-30         |
| 6.1                                           | 2008-03-21 | 2015-09-30         |
| 7.1                                           | 2010-04-23 | 2018-04-30         |
| 7.2                                           | 2014-11-11 | 2021=04-30         |
| 7.3                                           | 2016-04-15 | 2023-09-30         |
| 7.4                                           | 2019-06-21 | 발표 예정          |
| 7.5                                           | 2022-05-10 | 발표 예정          |
| 범례:오래된 버전오래된 버전, 지원 중최신 버전 |            |                    |

## 같이 보기
- 멀틱스

## 사용자 그룹
사용자 그룹은 IBM i의 발전에 주된 역할을 담당해왔다. 이 중 최대 그룹은 COMMON이다. 주요 기업들이 회원으로 소속된 LUG(The Large User Group),는 IBM i의 현재 및 미래 개발에 상당한 영향을 미치고 있다. YIPS(Young i Professionals)는 IBM i의 방향에 상당한 영향을 주는 또다른 그룹의 하나이다.